# Ново-Александрово (Милославский район)
Ново-Александрово — село в Милославском районе Рязанской области, входит в состав Павловского сельского поселения. 

## География
Село расположено в 9 км на северо-запад от центра поселения посёлка Совхоз «Большевик» и в 35 км на северо-запад от райцентра Милославское.

## История
Село Новоалександровское в качестве деревни Жерновских выселок первоначально входило в состав прихода села Жерновки. По прошению крестьян и по представлению Скопинской Канцелярии в 1770 году в Жерновских выселках дозволено было построить отдельную церковь в честь Рождества Пресвятой Богородицы. В XIX веке Жерновский выселки получают наименование Новоалександровского. На месте сгоревшей в 1827 году деревянной церкви в 1836 году построена была каменная церковь в честь Рождества Пресвятой Богородицы с приделом Никольским
. 
В XIX — начале XX века село входило в состав Князевской волости Скопинского уезда Рязанской губернии. В 1906 году в селе было 380 дворов.
С 1929 года село являлось центром Новоалександровского сельсовета Чернавского района Рязанского округа Московской области, с 1937 года — в составе Рязанской области, с 1959 года — в составе Милославского района, с 2005 года — в составе Павловского сельского поселения.

## Население
| 1859 | 1897  | 1906  | 2010 |
| ---- | ----- | ----- | ---- |
| 1278 | ↗1945 | ↗2358 | ↘123 |

## Достопримечательности
В селе расположена Церковь Рождества Пресвятой Богородицы (1836). 